# Lista dos americanos mais ricos da história

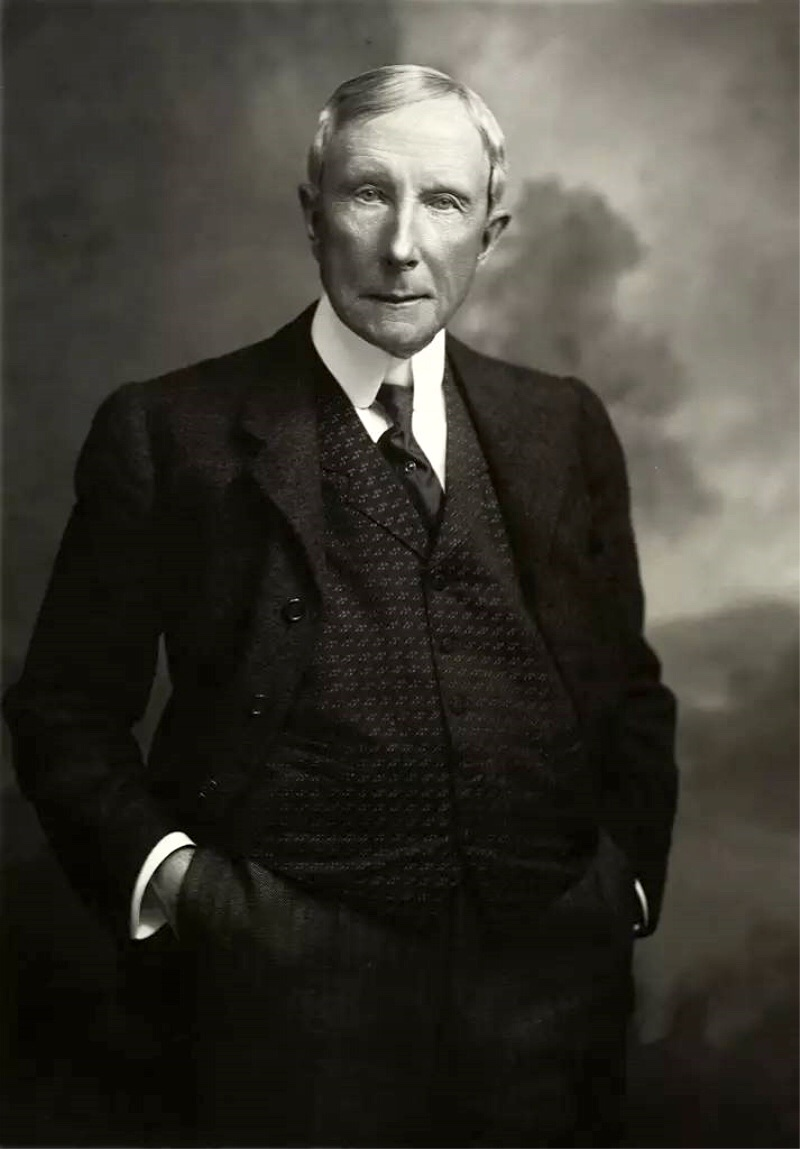
O magnata dos negócios e filantropo John D. Rockefeller é frequentemente considerado o americano mais rico da história

Comparar a riqueza de indivíduos em grandes períodos de tempo é difícil, pois o valor do dinheiro e dos ativos depende muito do período de tempo. Existem vários métodos de comparação da riqueza de indivíduos ao longo do tempo, incluindo o uso de totais simples ajustados pela inflação ou o cálculo da riqueza de um indivíduo como uma parcela do produto interno bruto (PIB) contemporâneo. Por esse motivo, não há uma classificação decisiva dos americanos mais ricos da história.
Muitas fontes citam John D. Rockefeller (1839–1937) como a pessoa mais rica da história dos Estados Unidos, no entanto, esse resultado não vem do ajuste de sua riqueza pela inflação, mas da comparação de sua riqueza com o tamanho da economia americana naquela época. Como a economia era relativamente pequena durante seu período, sua riqueza representava uma parcela maior da economia total. Por exemplo, o blogueiro econômico Scott Sumner observou em 2018 que Rockefeller valia 1,4 bilhão de dólares quando morreu em 1937, o equivalente a cerca de 24 bilhões em dólares em 2018, quando ajustado pela inflação. Enquanto isso, Bill Gates em 1999 valia quase 150 bilhões em dólares ajustados para 2018.
A segunda pessoa mais rica em termos de riqueza em comparação com o PIB contemporâneo é um assunto de disputa. Enquanto a maioria das fontes atribui esse status a Andrew Carnegie, outras argumentam que poderia ser Bill Gates, Cornelius Vanderbilt, John Jacob Astor IV ou Henry Ford. Determinar as classificações mais baixas é um debate ainda mais contencioso. Vanderbilt deixou uma fortuna no valor de cem milhões de dólares após sua morte em 1877, equivalente a 2,4 bilhões de dólares hoje. À medida que os Estados Unidos se tornaram a principal potência econômica do mundo no final do século XIX, as pessoas mais ricas da América eram frequentemente também as pessoas mais ricas do mundo.

## Por meia década
Esta lista nomeia os americanos mais ricos por meia década, começando em 1770.
| Ano  | Nome                     | Foto |
| ---- | ------------------------ | ---- |
| 1770 | Peter Manigault          |      |
| 1775 | Robert Morris            |      |
| 1780 | William Bingham          |      |
| 1785 | Benjamin Franklin        |      |
| 1790 | John Hancock             |      |
| 1795 | Elias Hasket Derby       |      |
| 1800 | Thomas Willing           |      |
| 1805 | Stephen Girard           |      |
| 1810 | Stephen Girard           |      |
| 1815 | Stephen Girard           |      |
| 1820 | Stephen Girard           |      |
| 1825 | Stephen Girard           |      |
| 1830 | Stephen Girard           |      |
| 1835 | Stephen Van Rensselaer   |      |
| 1840 | John Jacob Astor         |      |
| 1845 | John Jacob Astor         |      |
| 1850 | Cornelius Vanderbilt     |      |
| 1855 | Cornelius Vanderbilt     |      |
| 1860 | Cornelius Vanderbilt     |      |
| 1865 | Cornelius Vanderbilt     |      |
| 1870 | Cornelius Vanderbilt     |      |
| 1875 | Cornelius Vanderbilt     |      |
| 1880 | William Henry Vanderbilt |      |
| 1885 | William Henry Vanderbilt |      |
| 1890 | John D. Rockefeller      |      |
| 1895 | John D. Rockefeller      |      |
| 1900 | Andrew Carnegie          |      |
| 1905 | Andrew Carnegie          |      |
| 1910 | John D. Rockefeller      |      |
| 1915 | John D. Rockefeller      |      |
| 1920 | Henry Ford               |      |
| 1925 | Henry Ford               |      |
| 1930 | Andrew Mellon            |      |
| 1935 | Andrew Mellon            |      |
| 1940 | Henry Ford               |      |
| 1945 | Henry Ford               |      |
| 1950 | H. L. Hunt               |      |
| 1955 | Jean Paul Getty          |      |
| 1960 | Howard Hughes            |      |
| 1965 | Howard Hughes            |      |
| 1970 | Howard Hughes            |      |
| 1975 | Howard Hughes            |      |
| 1980 | Daniel Ludwig            |      |
| 1985 | Sam Walton               |      |
| 1990 | John Kluge               |      |
| 1995 | Bill Gates               |      |
| 2000 | Bill Gates               |      |
| 2005 | Bill Gates               |      |
| 2010 | Bill Gates               |      |
| 2015 | Bill Gates               |      |
| 2020 | Jeff Bezos               |      |